# Ранкин (окръг, Мисисипи)
Ранкин (на английски: Rankin County) е окръг в щата Мисисипи, Съединени американски щати. Площта му е 2088 km², а населението - 115 327 души (2000). Административен център е град Брандън.